# Willy Haeberli
Willy Haeberli (* 17. Juni 1925 in Zürich; † 4. Oktober 2021 in Madison (Wisconsin)) war ein schweizerisch-US-amerikanischer experimenteller Kernphysiker.

## Leben
Haeberli wurde 1952 an der Universität Basel promoviert und war als Post-Doktorand bis 1954 an der University of Wisconsin–Madison. Von 1954 bis 1956 war er Gastprofessor an der Duke University, 1956 Assistant Professor, 1959 Associate Professor und ab 1961 Professor an der University of Wisconsin-Madison. Ab 1977 war er dort R. G. Herb Professor für Physik und ab 1984 Steenbock Professor of Natural Sciences. 1961 wurde er Fellow der American Physical Society.
Er war für Arbeiten in der Kernspektroskopie mit polarisierten Targets und Projektilen bekannt. Damit studierte er unter anderem die Struktur des Deuterons und die Paritätsverletzung in Nukleon-Nukleon-Systemen. In jüngster Zeit war er an Experimenten mit polarisierten Systemen (Spin Physik) am RHIC des Brookhaven National Laboratory beteiligt.
1979 erhielt er den Tom-W.-Bonner-Preis für Kernphysik und er erhielt zweimal einen Humboldt-Forschungspreis (1982, 1991). 1995 erhielt er den Hilldale Award der University of Wisconsin. 2002 wurde er Mitglied der National Academy of Sciences und war Fellow der American Academy of Arts and Sciences (1988). Er war Ehrenmitglied des International Spin Physics Committee.

## Schriften
- mit E. Steffens Polarized Gas Targets, Rep. Prog. Phys. 66, 1887 (2003)
- mit B. Lorentz, F. Rathmann,  M.A. Ross, T. Wise, W.A. Dezarn, J. Doskow, J.G. Hardie, H.O. Meyer, R.E. Pollock, P.V. Pancella Proton-Proton Spin Correlation Measurements at 200 MeV with an Internal Target in a Storage Ring, Phys. Rev. C55, 597 (1997)
- Polarization Experiments at Proton Storage Rings, 3rd International Conference on Nuclear Physics at Storage Rings (Bernkastel-Kues, 30. September 1996), Nucl. Phys. A626, 103c (1997)
- mit Barry Holstein Parity Violation and the Nucleon-Nucleon System, in W. C. Haxton, Ernest M. Henley (Hrsg.) Symmetries and Fundamental Interactions in Nuclei, World Scientific, 1995, S. 17, Arxiv
- mit Tom Wise, A. D. Roberts A High-Brightness Source for Polarized Atomic Hydrogen and Deuterium,  Nucl. Instrum. Methods A336, 410 (1993)
- Polarized Hydrogen Targets for Storage Rings, International Conference on New Nuclear Physics with Advanced Techniques (Ierapetra, Kreta, 1991), World Scientific 1991, S. 333
- Parity Violation in Proton Scattering: Low Energy Region, Canadian J. Phys. 66, 485 (1988)
- Production of Polarized Ions by Electron Transfer from Polarized Atoms, Nucl. Instrum. Methods 190, 437 (1981)
- mit L. D. Knutson Probing the Deuteron Wave Function with Sub-Coulomb (d,p) Reactions,  Phys. Rev. Lett. 35, 558 (1975)
- Polarized Beams, Kapitel 2 A in Joseph Cerny (Hrsg.) Nuclear Spectroscopy II, Academic Press 1974, S. 151
- Sources of Polarized Ions, Ann. Rev. of Nucl. Science 17, 373 (1967)